# 존 로더

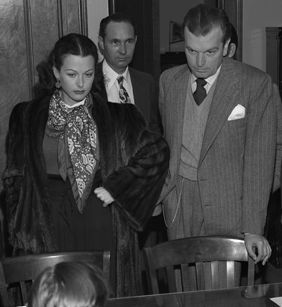

존 로더(John Loder, 1898년 1월 3일 ~ 1988년 12월 26일)는 영국의 배우, 영화배우이다.
런던에서 태어났으며 런던에서 사망하였다. 사인은 질병이다.

## 영화
- 기디언 경감 (1958년)
- 에스더 코스텔로의 이야기 (1957년)
- 죽음의 게임 (1945년)
- 마르세이유 가는 길 (1944년)
- 털달린 원숭이 (1944년)
- 더 미스테리어스 닥터 (1943년)
- 나우 보이저 (1942년) - 엘리엇 리빙스턴 역
- 철완 짐 (1942년)
- 나의 계곡은 푸르렀다 (1941년)
- 틴 팬 앨리 (1940년)
- 솔로몬 왕의 광산 (1937년)
- 더 맨 후 체인지드 히스 마인드 (1936년)
- 사보타주 (1936년)
- 싱 애즈 위 고 (1934년)
- 헨리 8세 (1933년)
- 바다 아래 (1931년)
- 더 퍼스트 본 (1928년)